# Jamaguči

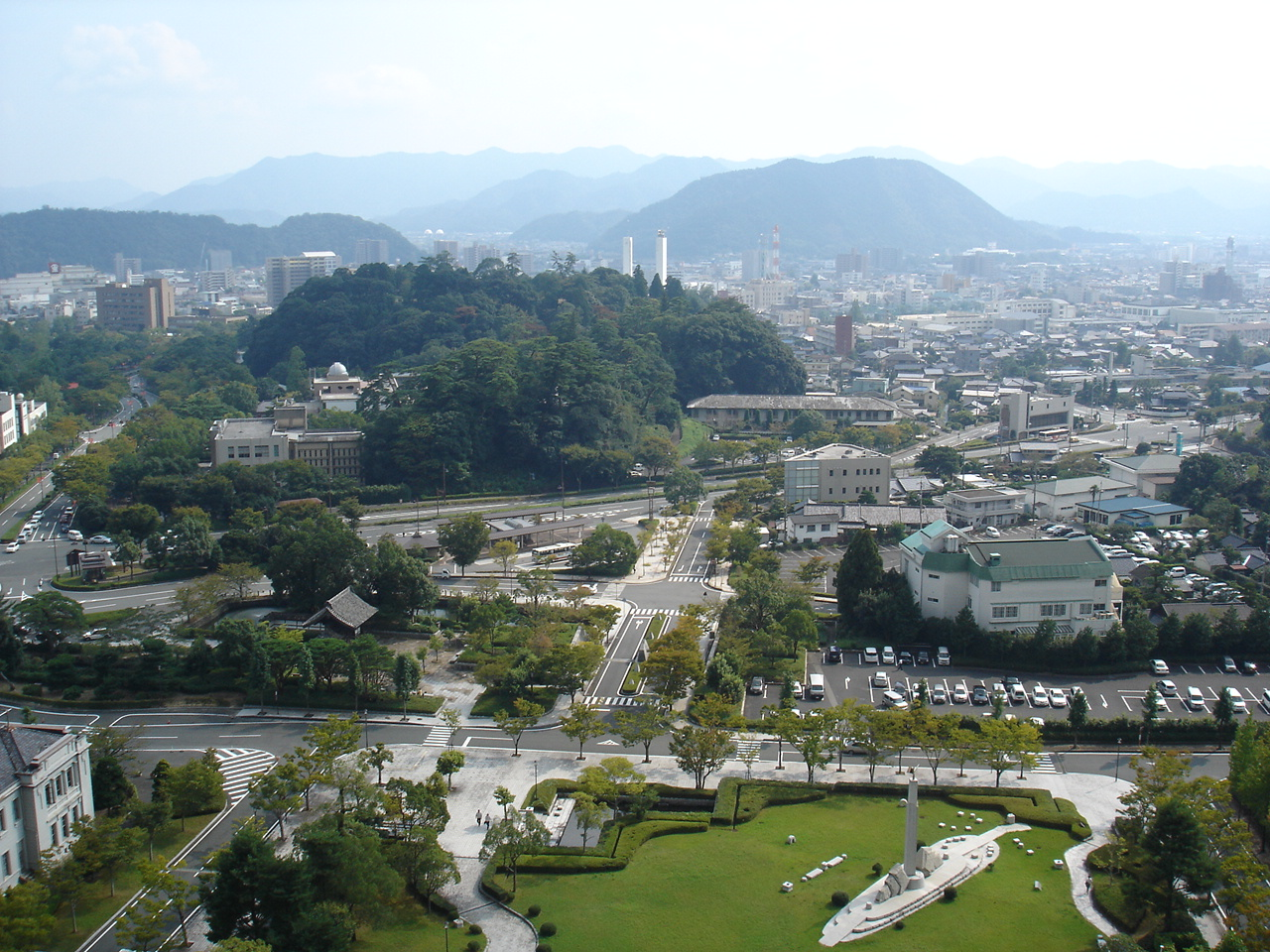
Jamaguči

Jamaguči (japonsky 山口市; Jamaguči-ši) je hlavní město prefektury Jamaguči v Japonsku. Je nejmenším hlavním městem prefektury v Japonsku.
K 1. říjnu 2010 mělo město 198 971 obyvatel a celkovou rozlohu 1023,31 km².
Jamaguči získalo statut města 10. dubna 1929.
Ve městě stojí slavný buddhistický chrám Rurikódži, jehož pětipatrová pagoda postavená v roce 1442 byla prohlášena kulturním dědictvím.
V parku Marugame stojí od roku 1952 katolická kaple Františka Xaverského postavená u příležitosti čtyřstého výročí jeho návštěvy ve městě.

## Rodáci
- Joko Tanakaová (* 1993) – fotbalistka

## Partnerská města
- Čchangwon, Jižní Korea
- Džou-pching, Čína
- Kongdžu, Jižní Korea
- Pamplona, Španělsko
- Singkawang, Indonésie
- Ťi-nan, Čína